# دانيال إس. ميتشيل
دانيال إس. ميتشيل (بالإنجليزية: Daniel S. Mitchell)‏ هو مصور أمريكي، ولد في 1838، وتوفي في 1929.